# 明日へのペダル
『明日へのペダル』は、熊谷達也による日本の小説。宮城県を舞台にした小説。
本書は2020年7月から2022年1月にわたって河北新報/新潟日報/大分合同新聞など地方紙各紙に順次連載された作品を加筆修正し、NHK出版にて刊行された。

## あらすじ
海外でコロナウイルスが猛威を振るい始めた頃、宮城県内の印刷会社・宮城野印刷に勤める本間優一は、健康診断で脂肪肝を指摘され糖尿病予備軍と診断される。
健康に関する不安から、サプリメントに頼ったダイエットを始めるが、所属する第二企画室の飲み会で、その効果が思ったほど上がらないと愚痴をこぼした時、入社3年目の部下・水野唯からロードバイクに乗ることを勧められた。15㎏以上のダイエットに成功している彼女の体験談に興味を持った優一は、頼み込んで連れて行ってもらったロードバイクのプロショップで、イタリアの高級車デローザに一目ぼれをしてしまう。
しかしロードバイクは自転車の価格とは思えないほど高額であり、妻の妙子には購入を拒否されると思い、言い出せずにいたが、夫の健康を心配する妙子から、フレームを除く部品代をお小遣いからねん出する事を条件に、ロードバイクの購入をあっさりと許されてしまった。体の曲線にぴったりとフィットするジャージやレーパン姿の太っただらしない腹を家族に笑われながらも、優一は美しいデローザ・アイドルに彩られたロードバイク生活の第一歩を、ぎこちないながらも漕ぎ出すことに成功した。
コロナ禍のなか、宮城県内でもクラスターが発生するなどし、宮城野印刷でもテレワーク勤務の準備が急がれる。会社の窮状と優一の苦悩を察した唯は、持ち前のスキルを生かし、どんな場所でも本社のサーバーに簡単にアクセスが可能で、商談にも使えるテレワークのためのマルチツールを構築する。だがそのマルチツールは便利であるがゆえに、若手社員からは絶賛される一方で、労務管理・作業報告まで幅広く対応が可能なため、アフターコロナ時のテレワーク解消後の働き方まで、変えてしまう可能性をも秘めていた。
またコロナで落ち込んだ業績による、事業再編に伴うリストラ計画を宮城野印刷が実行。幹部社員数名が、早期退職を承諾し会社を去っていった。その中には優一が慕う先輩の黒沢も含まれていたが、若手社員をリストラさせないために退職を受け入れた黒沢に対して、優一はかける言葉を見つけることが出来なかった。
晩酌を止め、ロードバイクを自転車通勤やトレーニングに取り組み始めた優一に、わずかづつではあるがダイエットの効果が出始める。
宮城野印刷は、コロナ禍でも出勤せざるを得ない印刷業務を担う社員と、リモート勤務を中心に自宅での作業、営業が主となったデスクワークの社員の間で溝が生まれてしまう。経営陣は管理職を招集した会議の席で、緊急事態宣言が解除されるのと同時に、テレワークの廃止を伝達し、社員間の溝の解消を狙うが、学童を抱える子育て世代の社員も多く、小中学校の休校措置が解除されていない現状で、出勤を再開するのは時期尚早と訴える優一と、テレワークの廃止を主張する専務の意見が対立する。結果的に優一の主張を他の部署の責任者も支持し、テレワーク勤務の廃止は、社長の判断で休校措置が解除されるまで先延ばしとなったが、この時の専務と優一のやりとりは、そのあとの二人の人間関係に遺恨として残ってゆく。
優一はサイコンを利用したヒルクライムに挑戦したりと、ロードバイクをより深く楽しむようになり、健康診断では、劇的に改善した健康状態を医者に驚かれるなど、それなりに充実した日々を送っていた。
しかし宮城野印刷の業績は回復の兆しはあるものの、十分な業績とは言えない状況である。ある時本社に呼ばれた優一は、社長が会長へ勇退し、専務が社長へ昇格する人事を、専務の口から聞かされる。次期社長として計画されたリストラ案には、優一の部下である唯が含まれている事を知り、テレワークのマルチツールの開発者が彼女であることを公表するが、専務の恨みの根は深く、唯を含めたリストラは決定事項として覆ることはなかった。
リストラから唯を守れなかった優一は、妙子の後押しもあり宮城野印刷を退職した。中学校に校長として勤務する妙子のおかげで、家計が破綻する状況ではないが、優一の再就職の道は困難で、世間の厳しさを身をもって痛感する。サイクリングの途中、河原に腰を下ろしてぼんやりと川を眺めていた時、思わぬ二人組に声をかけられる。
その二人はかつての部下、唯と亜紀である。二人は竹下ら第二企画室の面々と共に、起業する夢を優一に語る。商材は唯がかつて作ったリート勤務用のマルチツール。これをブラッシュアップして顧客のニーズに合わせて提供する。優一は危なっかしいかつての部下達の夢に乗り、再びぎこちないながらも、自分の脚で漕ぎ出すこととなった。今度は共に走る仲間がいる中を。

## 主な登場人物
本間　優一　（ほんま　ゆういち）
仙台市内の宮城野印刷に勤める54歳。官公庁や地元の商店のホームページ作成を請け負う第二企画室の室長。広告代理店からの転職組。中高ではサッカー、大学ではワンダーフォーゲル部に籍を置き、体を鍛えていたが、そのころの面影は既になく、現在は隠れメタボ。愛車はデローザ・アイドル。
水野　唯　（みずの　ゆい）
宮城野印刷・第二企画室の入社三年目の若手。25歳。コンピューター、特にインターネットに関するスキルが高く優秀である。中学校卒業直前に東日本大震災を経験。仙台から離れて暮らすことを考えた時期もあったが、後述するロードバイクを通じて復興する故郷を見つめなおし、宮城県に留まっている。漫画の影響で乗り始めたロードバイクではダイエットに成功し、出場する蔵王山のヒルクライムレースで、二年連続二位の成績を誇る強者。アスリート体型。愛車はルックの７８５ヒュエズＲＳ。
黒沢　拓也　（くろさわ　たくや）
仙台市内の宮城野印刷に勤める62歳。第二企画室の元室長で、優一の先輩でよき相談相手である。唯が好む第二企画室の居心地の良いユルい雰囲気を作った張本人。音楽活動を趣味とし、ギターの腕前はアマチュアコンテストの全国大会に出場できるほど。ギブソン・レスポールを愛用するが、その金額は妻にも内緒にしなければならないほど高額である。
本間　妙子　（ほんま　たえこ）
優一の妻。石巻市内の中学校にて校長を務める。コロナ禍の中、厳しい学校運営のかじ取りを担う。自宅の8帖間の書斎には、デローサが何台買えるかわからないほどの、蔵書が収まっている。
須藤　（すどう）
唯に連れていかれたロードバイクのプロショップ・ベルマシーヌの社長。屋号の由来はフランス語で「美しい機械」の意味。鉄骨造の150坪を超えるほどある広い店内にロードバイクやトライアスロンバイクが並べられている。須藤はかつてヨーロッパのチームでメカニックとして働いていたこともある確かな腕の持ち主。体型は優一と違いスリム。
香川　（かがわ）
仙台の高台にあるログハウスのカフェのオーナーシェフ。品のある女性。野菜のパンケーキやハンバーグのパイ包みが人気メニュー。店内には薪ストーブや中庭に面したテラス席がある。

## 用語
- 宮城野印刷・第二企画室　－ 室長は本間優一。部下に室長代理の関本賢吾、ウェブデザイナーの水野唯、二児の母の杉本亜紀、優一と同じの広告代理店からの転職組・竹下亮二がいる。
- ツール・ド・東北　－ 東日本大震災の復興支援を目的として2013年に始まった。2020年はコロナ禍の影響により中止になっている。
- 蔵王ヒルクライム　－ 唯が２年連続で２位入賞しているヒルクライムレース。蔵王は山形県と宮城県にまたがる連峰の総称で、山形県側のヒルクライムレースは蔵王坊平ヒルクライム。宮城県側のヒルクライムレースは蔵王ヒルクライム・エコ。ともにコース設定は異なるが、蔵王エコーラインをコースとする。ただし蔵王ヒルクライムエコは2023に中止となり、以降再開はしていない。唯が参加しているレースは、山頂の御釜のレストハウスがゴールの蔵王ヒルクライム・エコと思われる。

## 書籍情報
単行本：2022年6月25日発売、ＮＨＫ出版、ISBN 978-4-14-005726-1
- ブックデザイン　－ bookwall
- カバーイタストレーション　－ agoera